# Гайда Радола
Радола Гайда (чеськ. Radola Gajda, справжнє ім'я Рудольф Гейдль, чеськ. Rudolf Geidl; 14 лютого 1892, Котор — 15 квітня 1948, Прага, Чехословацька республіка) — чехословацький військовий і політичний діяч, генерал, учасник Громадянської війни в Росії.

## Служба в Російській армії
Навесні 1916 року прибув до Одесу і вступив на службу в російську імператорську армію. Служив польовим доктором сербського полку, потім вступив до Чехословацької бригади, зарахований у 2-й чехословацький стрілецький полк. 26 березня 1917 був призначений командиром роти. 12 липня 1917 роки за звитягу у боях з німцями був нагороджений орденом Св. Георгія 4-го ступеня. 28 березня 1918 призначений командиром 7-го Татранського стрілецького полку. У травні 1918 року був делегатом Челябінського з'їзду, обраний членом тимчасового виконавчого комітету.
У травні 1918 року став одним очільників антибільшовицьких виступів Чехословацького корпусу, організатором повстання в місті Ново-Миколаївськ (Новосибірськ). Влітку 1918 року командував чехословацькими військами на схід від Омська.
1 січня 1919 вступив на службу в Російську армію Верховного правителя адмірала О. В. Колчака. Навесні 1919 року Сибірська армія під командуванням Гайди в ході генерального наступу здобула ряд перемог і вийшла на ближні підступи до Казані, однак, через відступ Західної армії, який поставив під загрозу фланг і тил сибірських частин, почала поспішний відхід на Схід, залишивши Перм і Єкатеринбург.

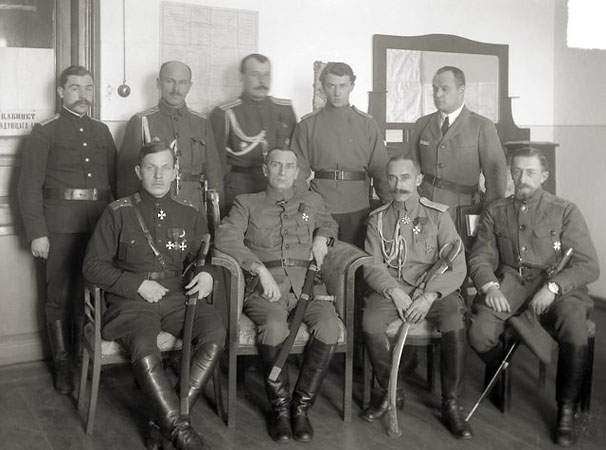
Співробітники штабу Сибірської армії, зліва-направо в першому ряду Гайда, Колчак, Богословський. Єкатеринбург, лютий 1919

На початку травня між відмовився виконати наказ Колчака про припинення наступу Сибірської армії на Вятку і Казань і перекидання її основних сил на допомогу Західній армії, яка зазнавала поразки. Ця відмова в допомозі в результаті сприяла розгрому Західної армії, виходом червоних в тил до Сибірців і крахом всього Східного фронту. 7 липня 1919 року був відсторонений від командування Сибірською армією (офіційне формулювання: «… звільняється через хворобу у відпустку …») і ненадовго заарештований, після чого 22 серпня переведений в командний резерв Чехословацького корпусу. 2 вересня 1919 за розпорядженням Колчака був звільнений з Російської армії, позбавлений всіх нагород і генеральського чину.
17 листопада 1919 року у Владивостоці очолив підготовлений есерами заколот проти колчаківської влади. З'явився перед військами в генеральській шинелі без погон, закликаючи всіх до зброї під гаслом «Досить громадянської війни. Хочемо миру». Заколот, однак, не був підтриманий жителями Владивостока. На третій день бунт був придушений інструкторською ротою, яка прибула з Російського острова. Гайда і деякі його помічники були заарештовані. Пізніше на вимогу союзних місій був звільнений і покинув Росію.

## Служба в Чехословаччині
11 лютого 1920 року повернувся до Чехословаччини, де був прийнятий в діючу армію командиром дивізії в Кошицях. 1 грудня 1924 був призначений першим заступником начальника Головного штабу, на цій посаді мав серйозні протиріччя з президентом Томашем Масариком, який побоювався, що праві симпатії Гайди, сприятимуть виникненню антиурядового перевороту.
2 червня 1926 року був змушений прийняти пропозицію щодо «відпустки на невизначений термін» через звинувачення в шпигунстві на користь СРСР. Після відставки погрожував державним переворотом, якщо судетські німці увійдуть в уряд, критикував Едварда Бенеша за його масонську орієнтацію і вимагав створення «сильної держави».

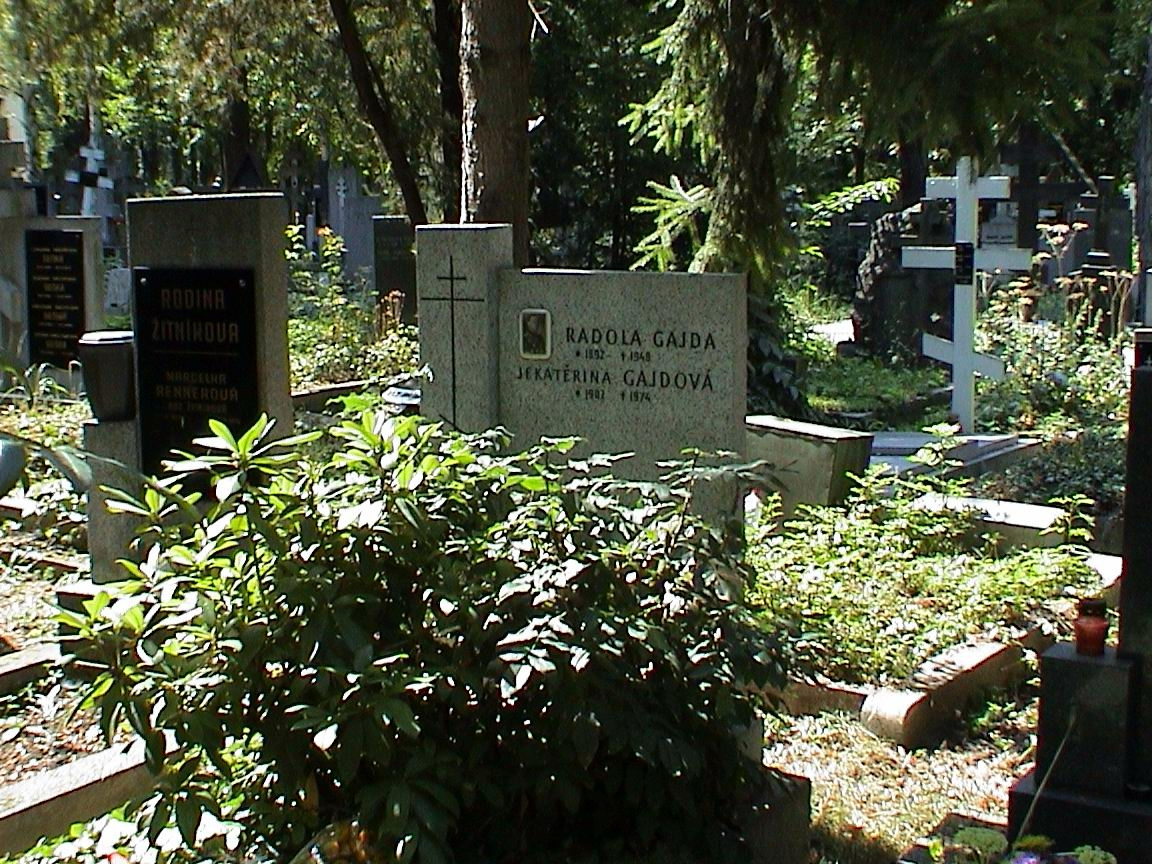
Місце поховання на Ольшанському цвинтарі, Прага

2 січня 1927 року обраний лідером організації «Фашистська національна спільнота», яка виступала з вимогами проведення репресій проти німецьких автономістів, очищення чеської економіки від німців і євреїв, активного бойкоту всього німецького.
У 1933 році був заарештований за звинуваченням в участі в Жиденіцькому путчі. Провівши під слідством півроку через відсутність доказів.
У 1935 році був повторно обраний до парламенту. У 1938 році закликав уряд не визнавати Мюнхенську угоду 1938 року і оборонятися, але не був почутий. На знак протесту відіслав англійському королю і французькому уряду всі отримані від них нагороди.
У 1939 році був реабілітований і відновлений в чині генерала. Після окупації країни німецькими військами 15 травня 1939 року й відставки Рудольфа Берана та виникнення «вакууму влади» заявив, що бере владу в свої руки, але не отримав підтримки громадян. Після утворення колишньою урядовою та опозиційною партіями Чеського національного комітету був запрошений очолити його, але не отримав підтримки німців, через що при владі залишилися Е. Гаха і Р. Беран.
Після окупації країни пішов з політики, підтримував опір. У травні 1945 року заарештований органами чехословацької безпеки за звинуваченням в пособництві німецьким окупантам.
4 травня 1947 був будучи важко хворим був засуджений до двох років ув'язнення, але, оскільки більшу частину цього терміну він уже відсидів, через вісім днів після винесення вироку вийшов на свободу. Через 11 місяців після звільнення помер.